# Polski Fiat

Logo von Polski Fiat Ende der 1960er

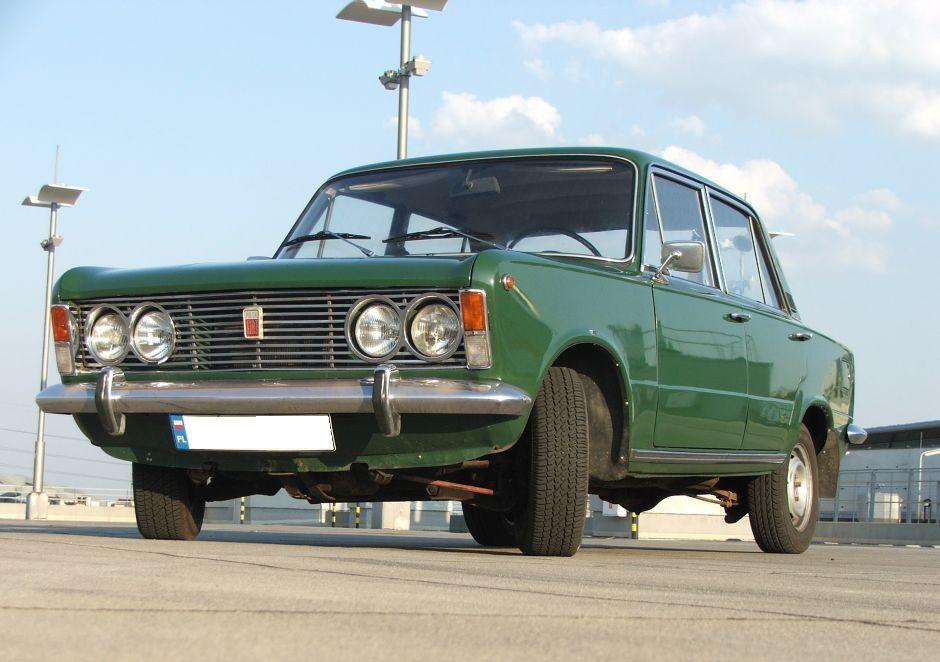
Polski Fiat 125p / FSO 125p

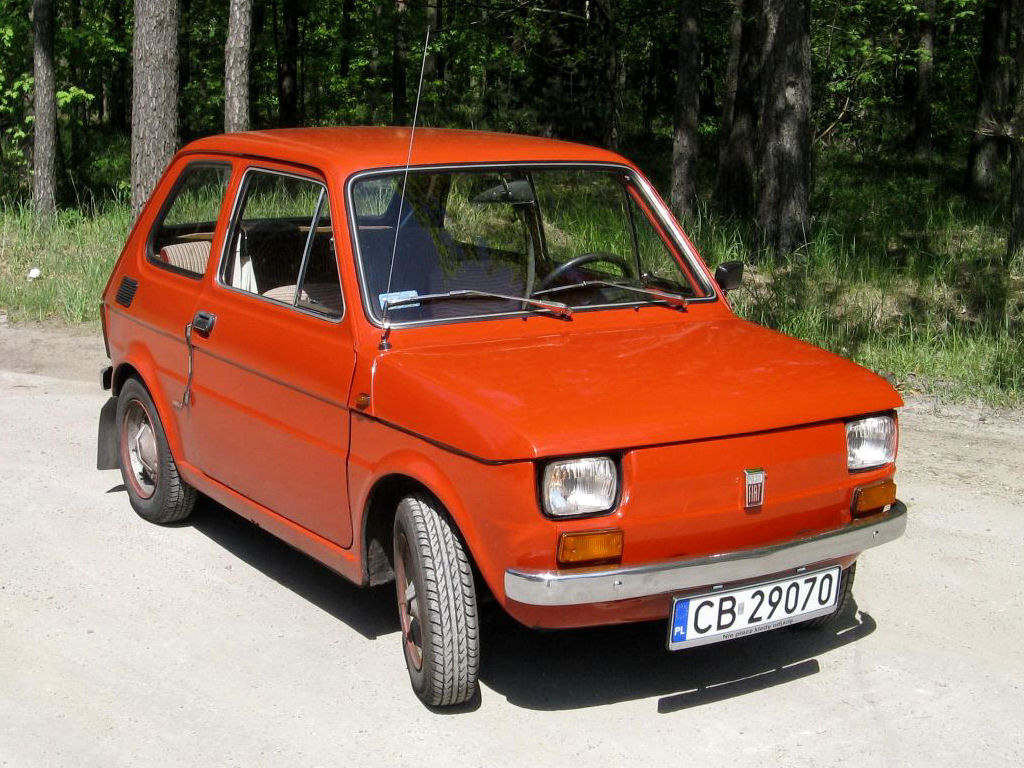
Polski Fiat 126p / Fiat 126p

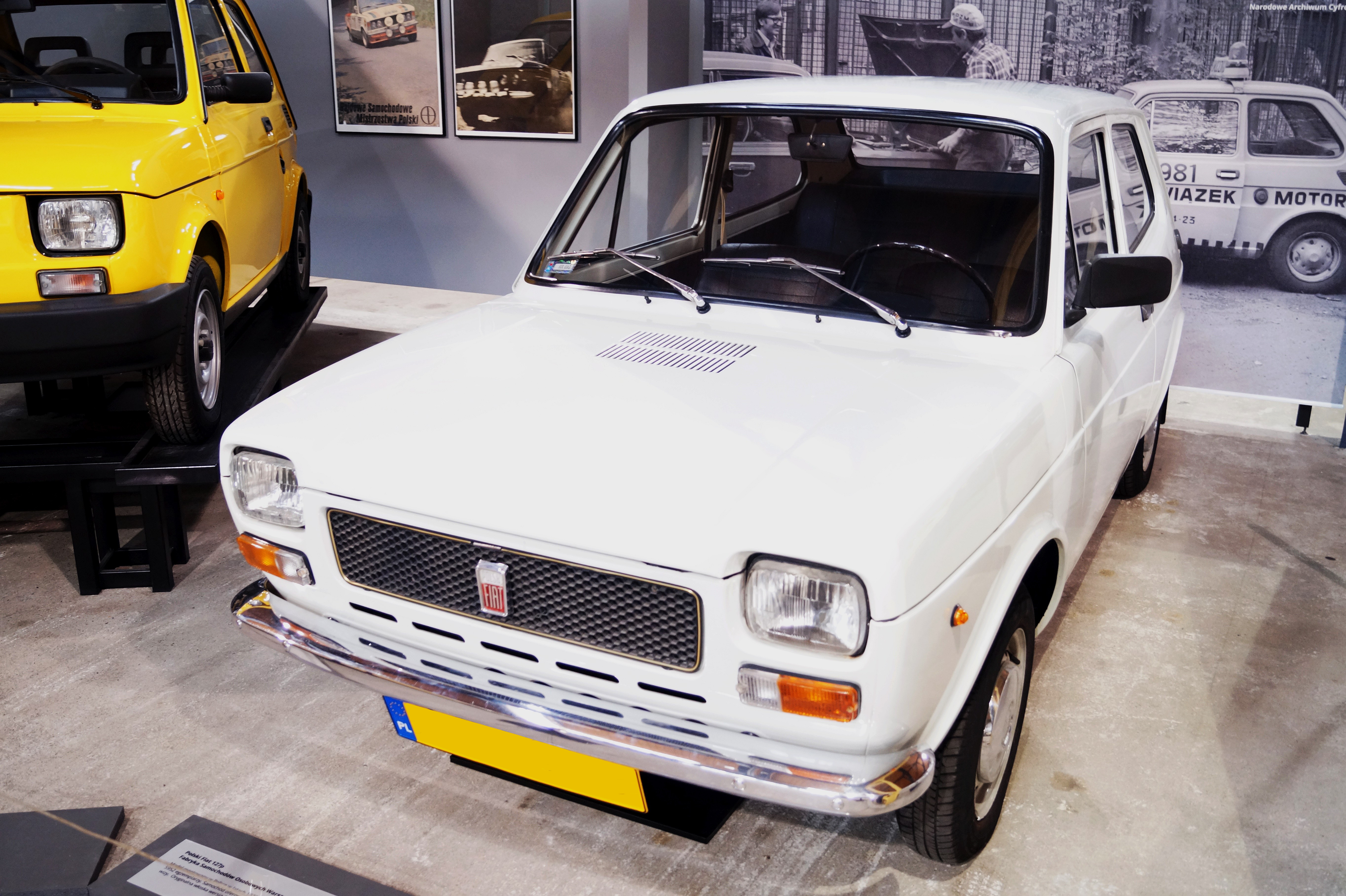
Polski-Fiat 127p

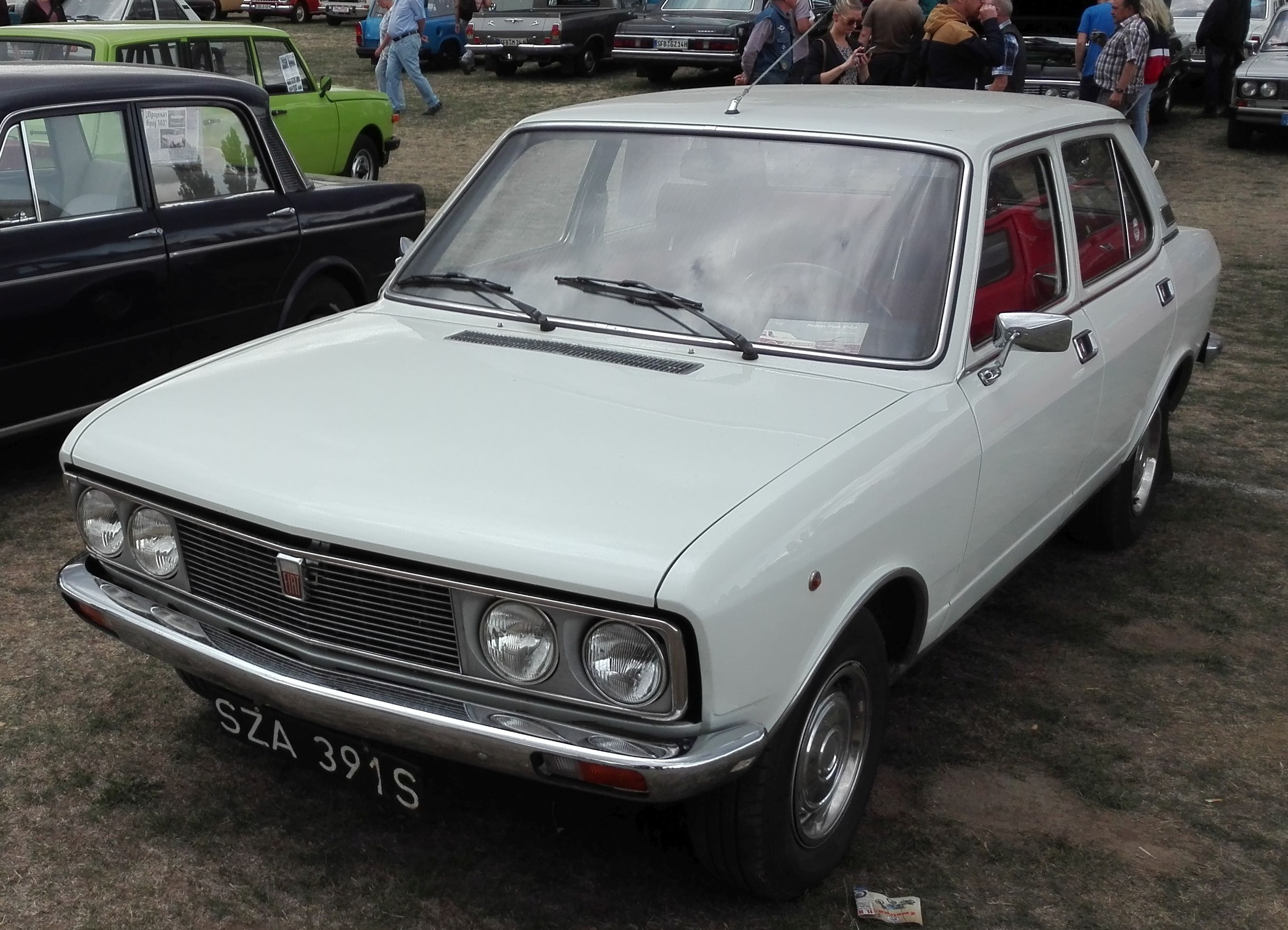
Polski-Fiat 132p

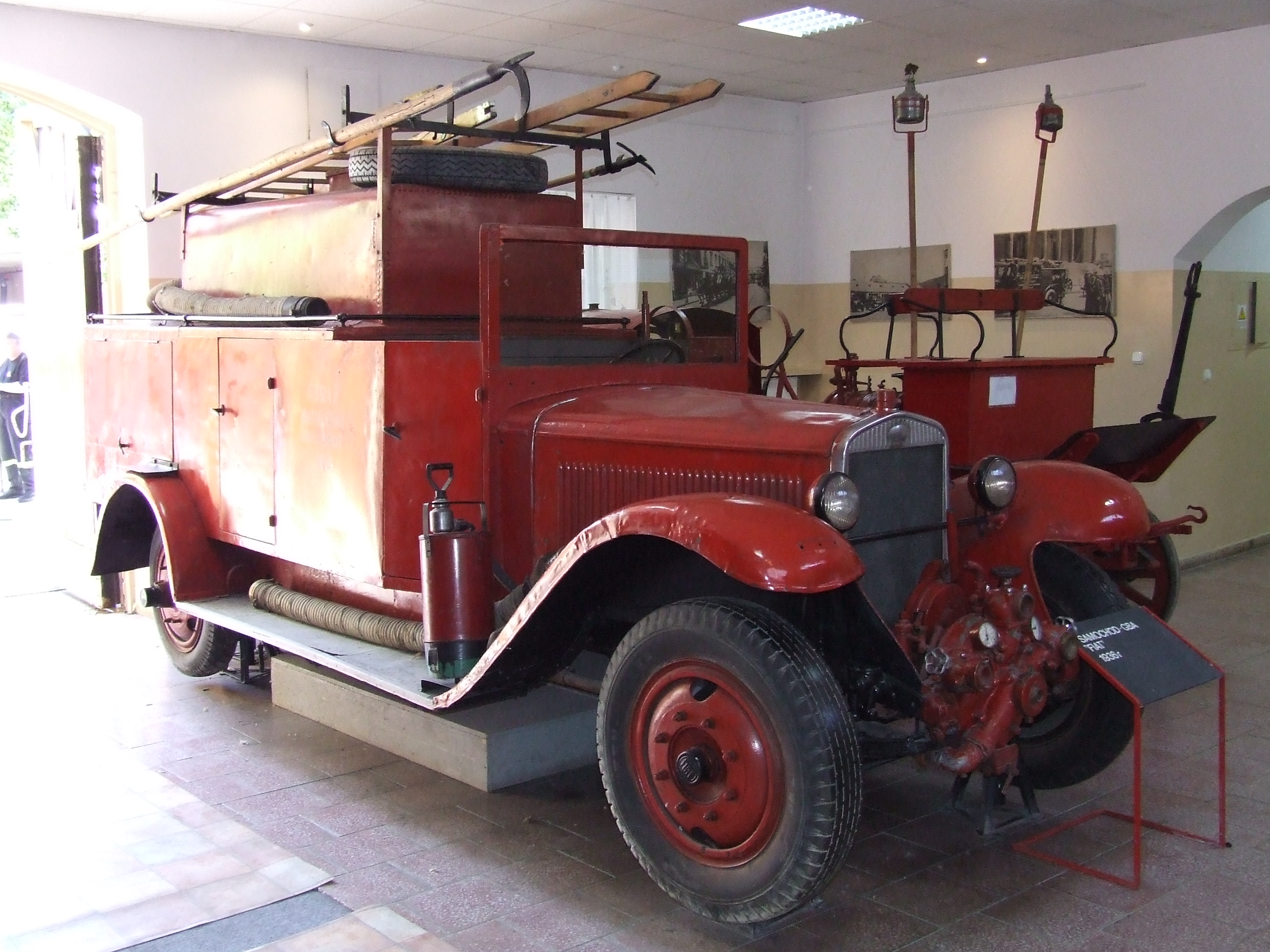
Polski-Fiat 621L als Feuerwehrfahrzeug

Polski Fiat war eine polnische Automarke, unter der Fahrzeuge des italienischen Herstellers Fiat in Lizenz gefertigt wurden.

## Geschichte
Polski Fiat wurde 1921 als Vertriebsfirma für Fahrzeuge des italienischen Herstellers Fiat gegründet. Auf der Basis eines Lizenzabkommens mit Fiat wurden ab 1934 die Modelle 508 und 518 montiert und unter dem Markennamen Polski Fiat angeboten. 1936 wurde zudem der Polski Fiat 508 für den polnischen Markt überarbeitet. Ab 1935 entstanden mit den 621L und 518 auch Nutzfahrzeuge in Ausführungen als Lastkraftwagen und Omnibussen. Des Weiteren wurden in Eigenentwicklung auch Geländewagen für die polnische Armee hergestellt. Nach der Besetzung Polens 1939 wurde das Unternehmen geschlossen.
Nach dem Zweiten Weltkrieg wurde 1948 ein erneutes Lizenzabkommen mit Fiat geplant. Es sollte der – damals noch in der Entwicklung befindliche – Fiat 1400 auch in Polen gebaut werden. Durch Intervention der Sowjetunion wurde dieses Vorhaben aber gestoppt. Stattdessen musste Polen den russischen Pobeda übernehmen, der dann über 20 Jahre lang als FSO Warszawa gebaut wurde. Als der Warszawa zunehmend veraltete und der Versuch, mit dem Warszawa 210 einen moderneren Nachfolger zu bauen, scheiterte, wurde die Zusammenarbeit mit Fiat wiederbelebt und die Marke 1968 mit dem in der Fabryka Samochodów Osobowych (FSO) produzierten Polski Fiat 125p schließlich neu ins Leben gerufen. Der Wagen wurde sowohl in die DDR als auch in die Bundesrepublik Deutschland exportiert. Bis 1982 wurde er unter dem Namen "Polski Fiat" hergestellt, danach, nachdem der Lizenzvertrag mit Fiat ausgelaufen war, bis zum Produktionsende 1991 unter dem Namen FSO 125p.
Das zweite in der Volksrepublik Polen unter der Lizenz von Fiat gefertigte Modell war der Polski Fiat 126p, der in Polen auch Maluch (poln. Kleiner) genannt wurde. Das Fahrzeug wurde zwischen 1975 und 2000 in der Fabryka Samochodów Małolitrażowych (FSM) für den polnischen und europäischen Markt hergestellt. Ein Großteil der in der Bundesrepublik Deutschland verkauften Wagen dieses Typs stammte aus Polen, zu erkennen an dem Logo der FSM an der Wagenseite.
Der „Maluch“ steht in Polen als Sinnbild für die Motorisierung breiter Bevölkerungsschichten, für die andere Modelle nicht verfügbar gewesen wären und ist in dieser Hinsicht vergleichbar mit dem VW Käfer in der Bundesrepublik Deutschland oder dem Trabant in der DDR.

## Die einzelnen Modelle der Marke
- 508 von 1934[1] bis 1939[2]
- 518 von 1936[3] bis 1939[2]
- 125p von 1967[4] bis 1982[5] (danach als FSO 125p)
- 126p von 1972[6] bis 1992[5] (danach als Fiat 126p)
- 127p von 1973[7] bis 1975[8]
- 132p von 1973[7] bis 1976[9]
- 128p Sport Coupé von 1974[10] bis 1977[11]
- 131p von 1975[8] bis 1977[11]
- 621L, Nutzfahrzeug von 1935 bis 1939
- 618, Nutzfahrzeug von 1937 bis 1939